# Erasmo il lentigginoso
Erasmo il lentigginoso (Dear Brigitte) è un film commedia statunitense del 1965 diretto da Henry Koster.

## Trama
Il professore di letteratura Robert Leaf porta avanti una crociata in difesa dell'insegnamento delle discipline umanistiche, che ritiene stiano perdendo importanza sotto l'avanzare delle scienze esatte. Questo perché i suoi studenti sono più interessati a diventare ingegneri anziché poeti e scrittori. A casa è anche preoccupato che il figlio di otto anni, Erasmo, non abbia talento per l'arte e la poesia: scoprirà poi che il bambino è anche stonato e daltonico. Quando poi Erasmo si rivela particolarmente dotato per la matematica, l'insegnante si preoccupa sempre più. L'uomo decide quindi di portare suo figlio da un noto psichiatra californiano che scopre il vero interesse del ragazzo: incontrare la famosa attrice francese Brigitte Bardot, alla quale scrive ogni sera una lettera affettuosa. L'attrice lo invita a farle visita in Francia; il professor Leaf lo accompagnerà nel viaggio. In seguito egli usa il talento di suo figlio per raccogliere fondi per borse di studio di arti liberali con l'apporto di Peregrine Upjohn, anch'egli professore di lettere. Questi però, con la complicità di un truffatore che scommette alle corse dei cavalli, ha ben altre intenzioni: servirsi dei precisi calcoli sempre azzeccati da Erasmo per ottenere lucrose vincite. Ma il suo piano infine fallirà.

## Produzione
Brigitte Bardot partecipa al film in un cameo nella parte di sé stessa, durante l'incontro tra la diva ed Erasmo.